# Haldensee (sjö i Österrike)
Haldensee är en sjö i Österrike.   Den ligger i förbundslandet Tyrolen, i den västra delen av landet, 400 km väster om huvudstaden Wien. Haldensee ligger 1 124 meter över havet.
I omgivningarna runt Haldensee växer i huvudsak blandskog. Runt Haldensee är det ganska glesbefolkat, med 26 invånare per kvadratkilometer.
Sjön avvattnas av vattendraget Nesselwängler Ache. Vid sjön etablerades en bassäng som även är tillgänglig vid kalt väder. Haldensee är upp till 28 meter djup. Den har en yta av 77 hektar.